# Regatul Mijlociu Egiptean
Egiptul devine o putere a Orientului Apropiat prin forța militară remarcabilă, expansiunea imperiului întinzându-se până în Nubia (Sudanul de astăzi), Siria, Fenicia și Palestina. Faraonul capătă putere mare și se introduce practica co-regenței faraonului cu fiul. Se reorganizeaza administrația. 
În mileniul al II-lea î.Hr, faraonul Senusret III a devenit rege. El a continuat campaniile militare în Nubia și a fost primul care a încercat să extindă dominația Egiptului în Siria. Mai târziu, Amenemhat III a venit la putere, el fiind considerat cel mai mare monarh al Regatului Mijlociu și a avut contribuții însemnate la dezvoltarea Egiptului, domnia lui a durat 45 ani. În perioada Regatului Mijlociu următoarea fază în evoluția mormintelor a fost apariția mormintelor excavate în piatră. Cele mai bune exemple pot fi văzute în Valea Regilor. O mare parte din acțiunile regilor au avut loc în afara Văii Nilului. Campaniile militare au continuat în Nubia, Siria și Deșertul Estic, în căutare de minerale și lemn; au fost stabilite relații comerciale cu civilizația Minoica – Creta.

## Arta
Perioada Regatului Mijlociu Egiptean este caracterizată prin efortul faraonilor Mentuhotep II, Amenemes și Sesostris pentru redobândirea echilibrului politic, pierdut în perioadele anterioare.
Încercând să refacă tradiția Regatului Vechi, arta egipteană atinge al doilea apogeu, mai ales în timpul dinastiei a XII-a, când cultura atinge o strălucire maximă.
Reprezentările artistice ies în evidență prin splendoare și somptuozitate.

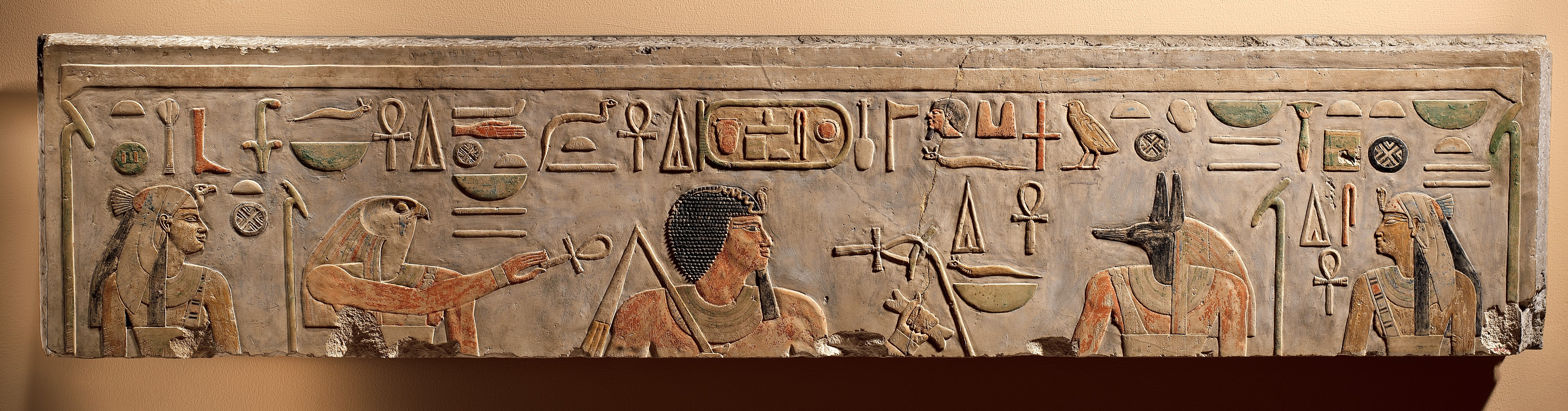
Lintel în care apare Amenemhat I alături de zei; 1981–1952 î.Hr.; calcar pictat: 36,8 × 172 cm; Muzeul Metropolitan de Artă (New York City)
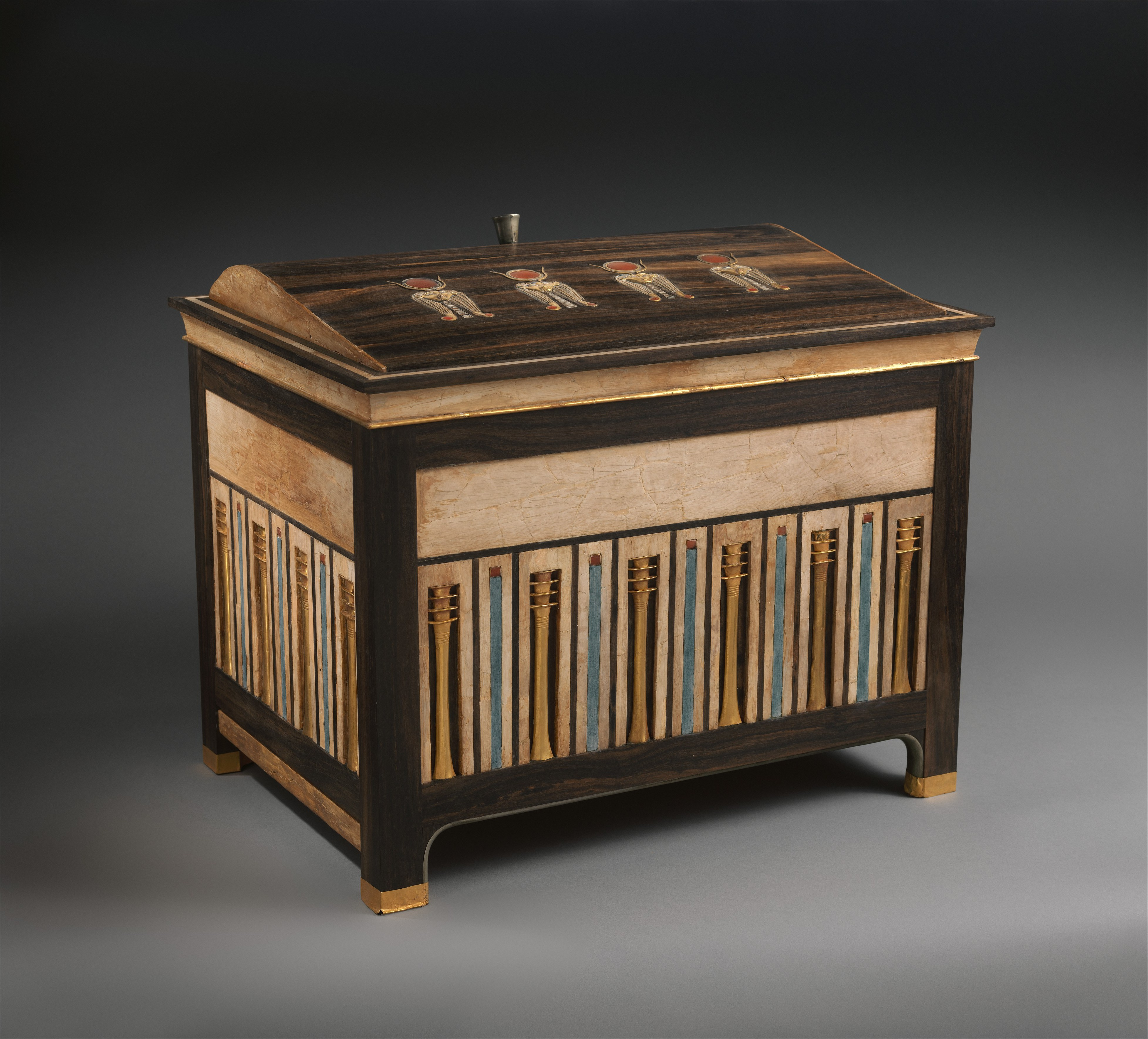
Cufăr pentru bijuterii al lui Sithathoryunet; 1887–1813 î.Hr.; abanos, fildeș, aur, carneol, faianță albastră și argint; înălțim: 36,7 cm; Muzeul Metropolitan de Artă
Sarcofag al lui Senbi; 1918–1859 î.Hr.; lemn de cedar pictat și cu gesso; 70 x 55 cm; Muzeul de Artă din Cleveland (Cleveland, SUA)
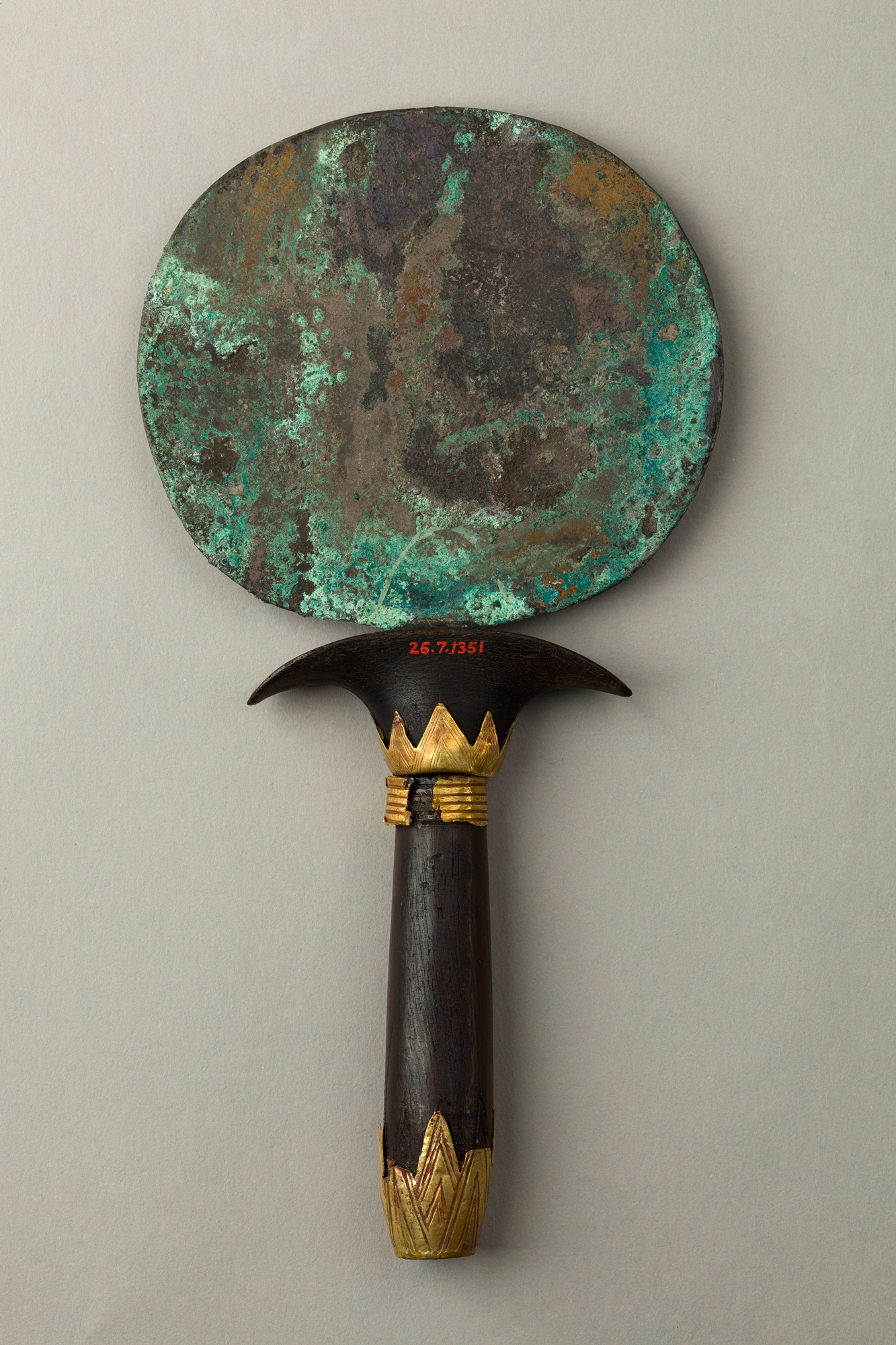
Oglindă cu mânerul în formă de floare de papirus; 1810–1700 î.Hr.; cupru, aur și abanos; 22,3 × 11,3 × 2,5 cm; Muzeul Metropolitan de Artă

### Arhitectura
Sub domnia lui Mentuhotep II are loc reînnoirea stilului arhitecturii funerare, când proporțiile devin mai modeste.
În peisajul montan al Tebei, mastabalele dispar treptat, aceste monumente funerare fiind înlocuite cu hipogee (construcții subterane săpate în pereții stâncilor) sau semihipogee.
Se continuă tradiția construirii templelor, atât funerare, cât și de cult.
În fața templelor se ridicau obeliscuri, care aveau rolul de a consemna evenimentele istorice.
O dezvoltare deosebită o înregistrează stilizarea coloanelor, care imită tulpinile de arbori sau tijele florale.
Astfel avem coloane:
- lotiforme: fusul este fasciculat, iar capitelul imită un boboc sau o floare de lotus;
- palmiforme: fusul este cilindric, iar capitelul prezintă volute forma unor frunze de palmier;
- papiriforme: fusul are nervuri verticale, capitelul terminându-se cu abacă;
- campaniforme: capitelul are forma de clopot răsturnat.

Mentuhotep al II-lea, ajutat de arhitectul Senmut, a edificat vastul complex funerar situat în zona Deir el-Bahri ce urma să-i fie loc de veci.
Ansamblul arhitectonic, integrat foarte bine în peisaj, se compune din mai multe edificii.
Se remarcă templul ca o platformă scobită în stâncă, la care vârful colinei alăturate ține loc de piramidă și utilizarea peristilului.
Interiorul templului este decorat cu reliefuri înfățișându-l pe faraon în compania divinităților.
Stilul de terasă își găsește expresia maximă în perioada reginei Hatșepsut care, tot aici, dar puțin mai la nord și o jumătate de mileniu mai târziu, construiește un templu care va deveni celebru.
În afara de complexul funerar inițiat de Mentuhotep I și continuat de succesorii săi, Mentuhotep al II-lea și al III-lea, printre marile realizări ale acestei perioade mai putem aminti Capela albă de la Karnak și Piramida de la Lișt.

### Sculptura

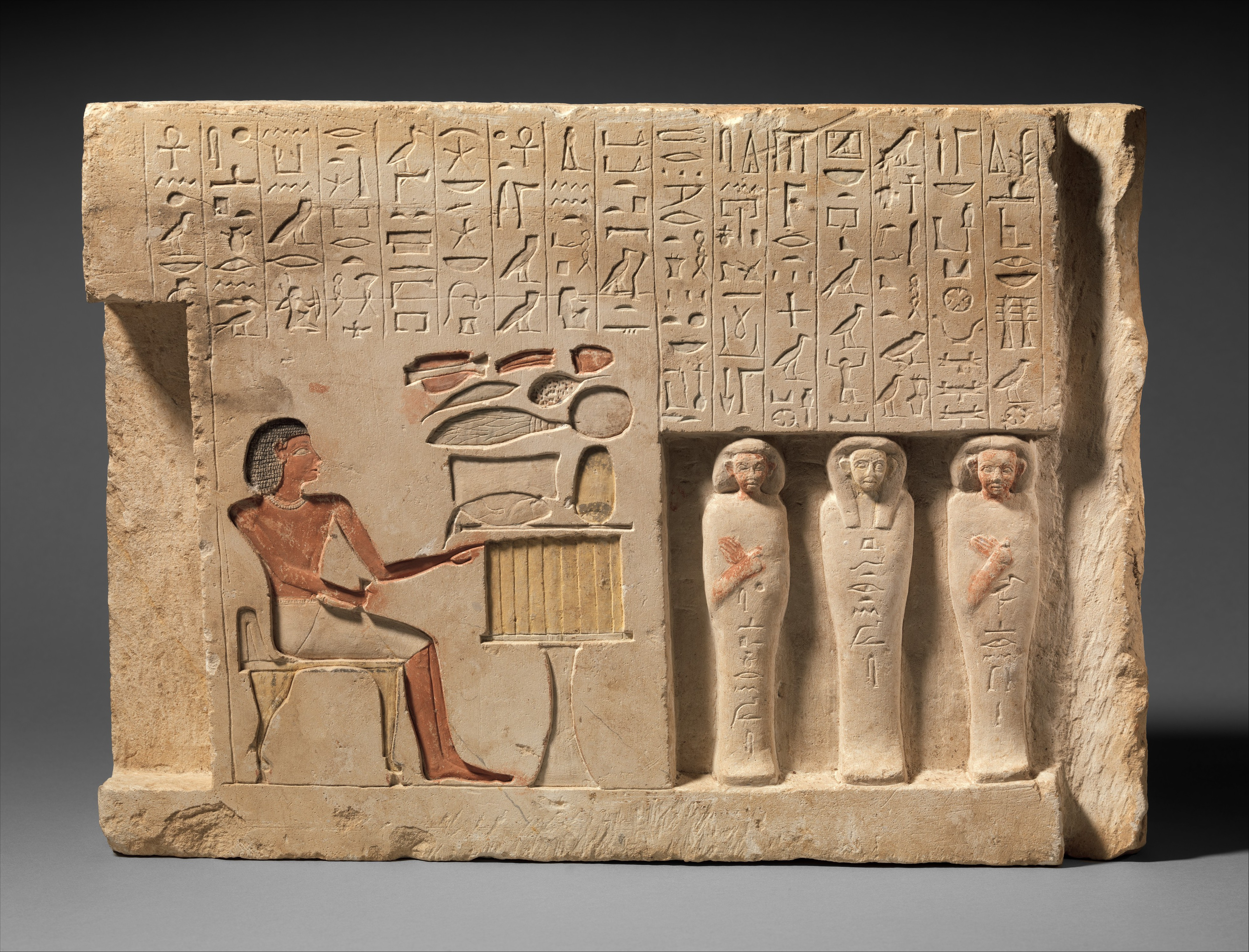
Basorelief; 1802–1640 î.Hr.; calcar pictat; 30,5 × 42,5 cm; Muzeul Metropolitan de Artă (New York City)

Arta statuară a Regatului de Mijloc manifestă o oarecare tendință către realism.
Apar două școli care se influențează reciproc și, în cele din urmă, se reunesc. 
Prima conferă personajelor o expresie binevoitoare și blândă, integrând tradiția Regatului Vechi, adăugându-i însă câteva elemente de decadență.
A doua, al cărui centru de creație se află la sud, reprezintă o noua artă, al cărui realism este în mod deliberat dur și brutal, preamărind virtuțile bărbătești războinice.
Basoreliefurile și picturile, în ciuda unor atitudini stângace și rudimentar exprimate, își recapătă măiestria recunoscută pe vremea Regatului Vechi.
Instabilitatea politică a vremurilor se reflectă și în modul de reprezentare al faraonilor, care nu mai sunt reprezentați idealizat, asemeni divinităților.
Expresia feței acestora nu mai este caracterizată prin calm și liniște interioară.
Figura faraonică este mai umanizată, exprimând neliniștea, chiar tragicul.
În ceea ce privește concepția de ansamblu, analiticul ia locul sinteticului.
În locul acelei modulări ritmice specifice perioadei Vechiului Regat, avem o discontinuitate a volumelor, care sunt fragmentate prin detalii.
Și aceasta servește la accentuarea caracterului dramatic, plin de conflicte lăuntrice.

### Pictura
Pictura cunoaște apogeul experienței tehnice.
De asemenea, modul de utilizare a culorilor, de stilizare și de compoziție dovedește măiestria artiștilor acelei perioade.
Temele sunt inspirate din viața cotidiană: munci agricole, vânătoare, pescuit, scene de ritual; reprezentarea animalelor ajunge aproape de perfecțiune.
Faraonul este prezent alături de divinități și de simboluri magice.
În scenele de petreceri (dans, muzică) apar tinere îmbrăcate elegant, având ca accesorii o multitudine de podoabe și bijuterii.
Stăpânirea tehnicii compoziției cromatice este dovedită prin utilizarea nu numai a culorilor primare, ci și a celor binare și chiar a nuanțelor mai subtile: griuri colorate, verde turquoise, măsliniu, roz luminos etc.

### Bijuteriile
Dar cea mai mare realizare artistică a Regatului de Mijloc este incontestabil aceea a orfevreriei, dovedind o măiestrie excepțională, fără pereche.
Execuția bijuteriilor egiptene care ne-au parvenit demonstrează stăpânirea unei tehnici deosebite, o ușurință și un gust desăvârșit.